# Wolica (Sanok)
Pour les articles homonymes, voir Wolica.
Wolica est une localité polonaise de la gmina de Bukowsko, située dans le powiat de Sanok en voïvodie des Basses-Carpates.